# Пашийская пещера
Пашийская пещера — карстовая пещера в Горнозаводском районе Пермского края, в России. Пещера находится недалеко от посёлка Пашия, в скалах Большие Воронки на левом берегу реки Вижай. Эти скалы являются эталоном карбонатного карста в районе, в окрестностях встречаются карстовые воронки от 1-2 до 20 метров в глубину. Высота скального массива достигает 100 м.

## Описание
Вход в пещеру имеет в диаметре 2,5 м, расположен в известняковой скале на высоте 30 м от уреза воды реки Вижай.  Скалы Большие Воронки представляют собой обнажение известняков нижнего карбона, высотой 100 метров над уровнем реки. На скалах произрастают виды растений, занесённые в Красную книгу Среднего Урала: тимьян Талиева, дремлик тёмно-красный. 
В привходовой части зимой образуются ледяные сталактиты и снежные кристаллы. 
Сразу после входа в пещеру находится колодец, ведущий в главный ход. Пещера состоит из трёх частей: основной ход идёт извилистой галереей от входа до грота Сталактитовый, вдоль текущего здесь ручья; другой ход ответвляется от основного к востоку под прямым углом и ведёт к гроту Озёрный, где находится пещерное озеро с водопадом высотой 12 метров; третья часть пещеры находится за гротом Озёрный и называется Ущелье Звуков, она названа так благодаря своим звуковым эффектам. Всего Пашийская пещера состоит из 15 гротов, имеющих преимущественно куполообразную форму.
Гроты носят названия: Летучих Мышей, Нижний, Глыбовый, Слепой, Большой, Чудес, Белый, Сталактитовый, Южный, Озёрный, Карстовый, Любительский, Мальцева, Ущелье Звуков.
В пещере встречаются натечные образования из кальцита: кальцитовая кора, сталактиты, сталагмиты, однако большая часть этих образований разрушена посетителями. Обитают летучие мыши.

## История
Впервые про Пашийскую пещеру написал Н. И. Новокрещенных в 1891 году, в работе «О пещере на Пашийской даче». Первые исследования пещеры с расчисткой ходов и составлением плана были предприняты в 1930-х годах группой краеведов Пашийского завода. Ими были открыта дальняя часть пещеры за озером с гротами Мальцева и Карстовым.

## Охранный статус
В 1961 году пещера была предложена к охране в качестве памятника природы регионального значения, взята под охрану в 1965.  